# Juegos Deportivos Paranacionales de Colombia 2008
Los II Juegos Deportivos Paranacionales de Colombia se realizaron en la ciudad de Cali en el Valle del Cauca, evento que se realizó en el 2008.

## Participantes
Un total de 27 departamentos, el distrito capital y la representación de las Fuerzas Militares participaron en esta edición de los Juegos Deportivos Paranacionales.
| Lista de delegaciones participantes (Cantidad de atletas)                                                 | Lista de delegaciones participantes (Cantidad de atletas)                                                     | Lista de delegaciones participantes (Cantidad de atletas)                                                     |
| --- | --- | --- |
| - Antioquia - Arauca - Atlántico - Bogotá, D. C. - Bolívar - Boyacá - Caldas - Caquetá - Casanare - Cauca | - Cesar - Chocó - Córdoba - Cundinamarca - Fuerzas Armadas - Guaviare - Huila - La Guajira - Magdalena - Meta | - Nariño - Norte de Santander - Putumayo - Quindío - Risaralda - Santander - Sucre - Tolima - Valle del Cauca |

## Medallero
| Núm. | País            | Oro | Plata | Bronce | Total |
| ---- | --------------- | --- | ----- | ------ | ----- |
| 1    | Bogotá, D. C.   | 95  | 68    | 37     | 202   |
| 2    | Santander       | 34  | 31    | 33     | 98    |
| 3    | Antioquia       | 26  | 14    | 26     | 66    |
| 4    | Valle del Cauca | 21  | 33    | 28     | 82    |
| 5    | Atlántico       | 18  | 10    | 14     | 42    |
| 6    | Cundinamarca    | 15  | 10    | 10     | 35    |
| 7    | Meta            | 10  | 10    | 9      | 29    |

     Departamento sede (Valle del Cauca)